# Uranophora apicalis
Uranophora apicalis är en fjärilsart som beskrevs av Herrich-Schäffer 1854. Uranophora apicalis ingår i släktet Uranophora och familjen björnspinnare. Inga underarter finns listade i Catalogue of Life.